# Speakers' Corner

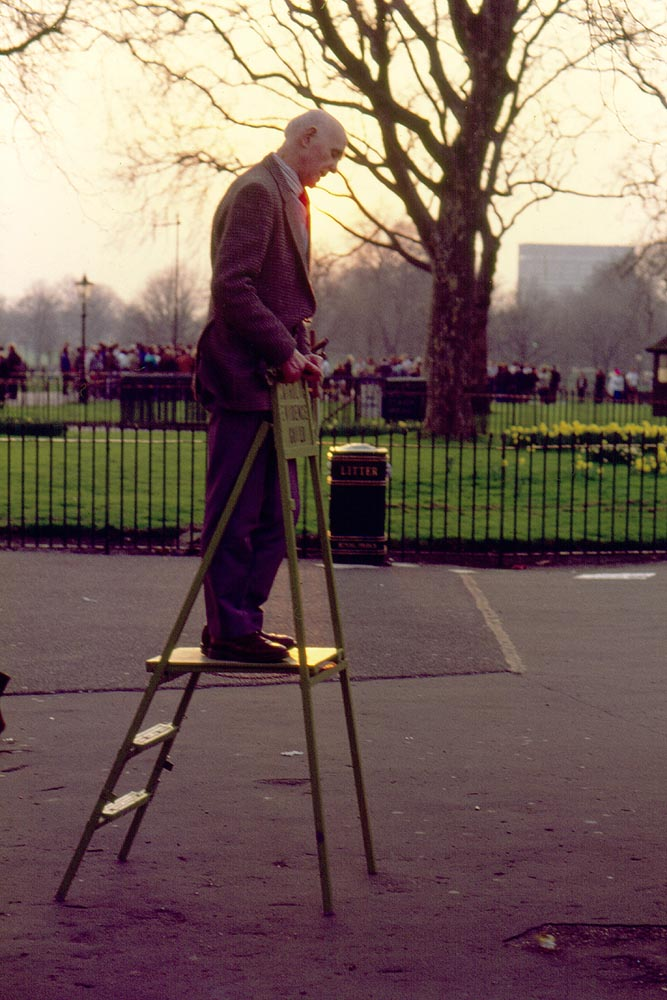
Oratore allo Speakers' Corner, Londra 1990

Lo Speakers' Corner (in italiano "angolo degli oratori") è un'area dell'angolo nord orientale di Hyde Park, a Londra, vicino a Marble Arch e al luogo dove sorgeva il patibolo di Tyburn. È un luogo tradizionale di discorsi pubblici e dibattiti, specialmente la domenica mattina, che ha preso il posto di un luogo precedente, più all'interno del parco, noto come Reformer's Tree.
Anche se molti dei suoi oratori abituali sono persone comuni, ha anche ospitato discorsi di persone famose come Karl Marx, Lenin, George Orwell e William Morris, e talvolta viene usato dai candidati dei principali partiti politici inglesi per le loro campagne elettorali. Notevole esempio del concetto di libertà di opinione, qualsiasi persona può presentarsi senza essere annunciata e parlare su praticamente qualsiasi argomento desideri, anche se questo diritto non è limitato al solo Speakers' Corner. Non c'è alcuna immunità dalla legge né ci sono argomenti proibiti, ma in pratica la polizia interviene solo quando riceve una denuncia.